# ルイーズ (ファイフ公爵夫人)

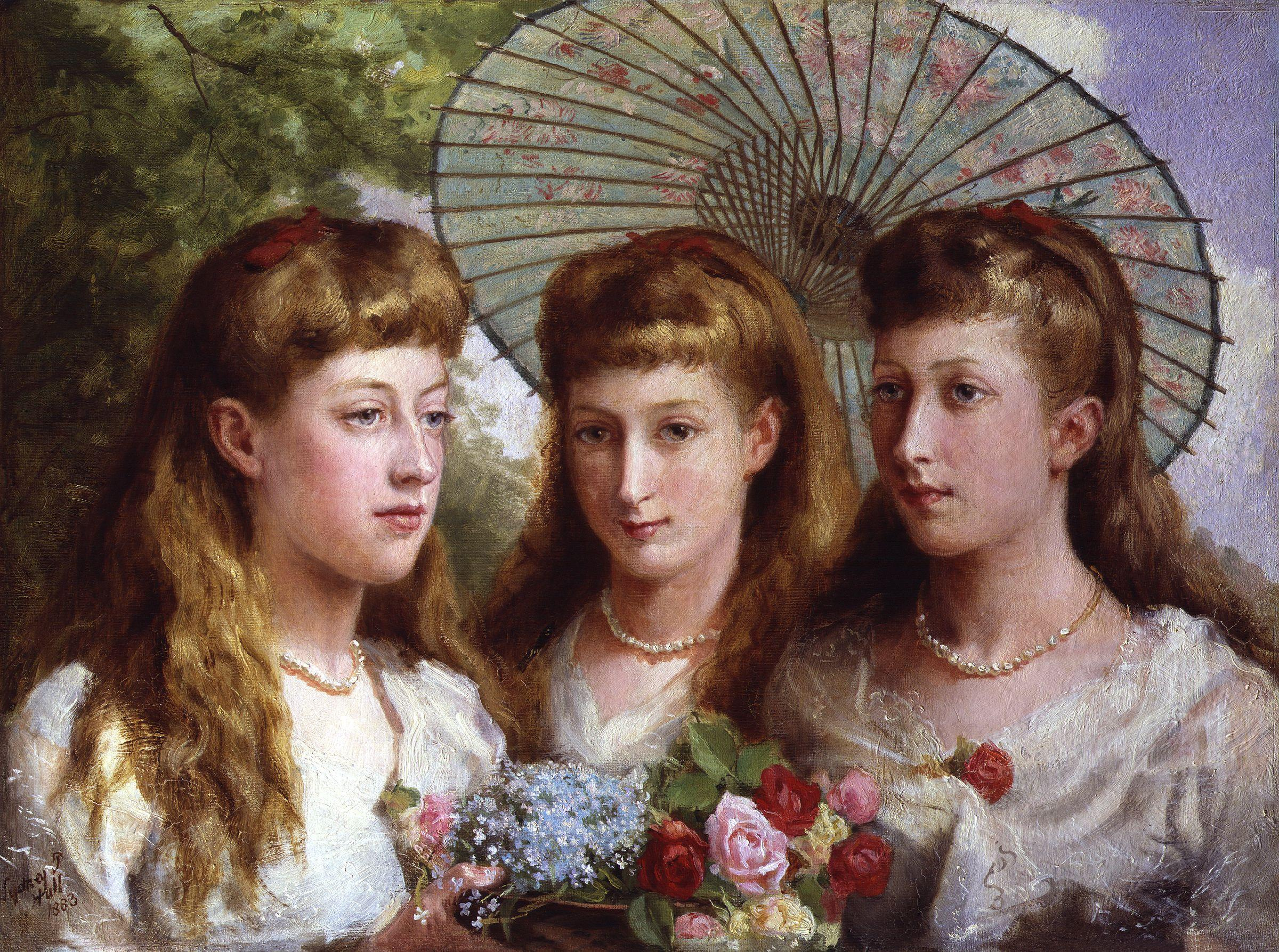
10代の頃
----
左からルイーズ、モード、ヴィクトリア

ルイーズ・ヴィクトリア・アレクサンドラ・ダグマー（英全名：Louise Victoria Alexandra Dagmar, Princess Royal, Duchess of Fife, 1867年2月20日 - 1931年1月4日）は、初代ファイフ公アレグザンダー・ダフの妻。イギリス王太子アルバート・エドワード（のちのイギリス王エドワード7世）と同妃アレクサンドラの長女（第3子）として、ロンドンで生まれた。兄にクラレンス公アルバート王子、のちのジョージ5世国王、妹にヴィクトリア王女、そしてノルウェー王妃となったモード王女らがいる。

## 生涯
幼少の頃は両親の所領のあるノーフォークのサンドリンガム・ハウスで育ち、妹ヴィクトリアとモード同様、王族としての教育を受けた。1889年6月27日、40歳の第6代ファイフ伯（スコットランド貴族）アレグザンダーとバッキンガム宮殿で結婚した。その2日後、ヴィクトリア女王は、アレグザンダーを初代ファイフ公爵及び初代マクダフ侯爵（いずれも連合王国貴族）に叙爵し、この爵位はアレグザンダーの男系子孫によって襲爵されるものとした。しかし、長男アラステアが夭折した後、アレグザンダーとルイーズの間には男子が生まれなかったため、ヴィクトリア女王は1900年4月24日にアレグザンダーを重ねてファイフ公爵とマクダフ伯爵に叙爵し、こちらの爵位はアレグザンダーとルイーズとの間に生まれた女子及びその男系子孫によって襲爵されるものとした。
エドワード7世は国王として即位すると、慣例により長女のルイーズをプリンセス・ロイヤルとした。またこれと同時にルイーズの2人の女子、アレクサンドラとモードも特旨をもって「王女」(Princess of Great Britain and Ireland) とし「殿下」(Her Highness) の敬称を許した。
1911年12月、エジプトへ旅行していたファイフ公一家の乗船した船がモロッコ沿岸で座礁、一家全員が救助されたが、アレグザンダーはこのときの感染症から肋膜炎を発症、翌月エジプトのアスワンで客死した。アレクサンドラが公爵を襲爵して第2代ファイフ公爵（女公）となった。
1931年、ルイーズはロンドンの自宅で死去した。遺体はウィンザー城内の聖ジョージ礼拝堂に葬られたが、のちにダフ家の先祖の墓のあるアバディーンシャーへ移送された。

## 子女
- 長男：アラステア（1890年） - マクダフ侯爵（儀礼称号）
- 長女：アレクサンドラ王女（1891年 - 1959年） - 第2代ファイフ公爵（女公）。初代コノート公アーサー王子の長男アーサー・パトリックの妻。第2代コノート公アラステアの母。
- 次女：モード王女（1893年 - 1945年） - 第11代サウスエスク伯爵チャールズ・カーネギーの妻。長男ジェームズが第3代ファイフ公となった。